# Монтерей-Парк (Калифорния)
Монтерей-Парк (англ. Monterey Park) — город в западной части долины Сан-Габриэль округа Лос-Анджелес, штат Калифорния, США. Расположен примерно в 11 км к востоку от делового центра Лос-Анджелеса. Официальный девиз города — «Гордость за прошлое, вера в будущее».

## История
По меньшей мере на протяжении семи тысяч лет эти земли были заселены коренными американцами тонгва, живших в куполообразных сооружениях с соломенными крышами. И женщины, и мужчины носили длинные прически и наносили татуировки на свои тела. В теплую погоду мужчины носили минимум одежды, а женщины — лишь небольшие юбки из шкур животных.
В холодную погоду они надевали накидки из шкур животных, а иногда и сандалии, сделанные из шкуры или волокна юкки. С приходом испанцев болезни, привезенные из Старого Света, убили многих тонгва, и к 1870 году выжило лишь малая часть коренных американцев. В начале 19 века этот район был частью системы миссий Сан-Габриэль-Арканхель, а позже ранчо Сан-Антонио. После Гражданской войны итальянец Алессандро Репетто купил 5000 акров (20 км²) ранчо и построил свой дом на холме с видом на свою землю, примерно в полумиле к северу от того места, где Гарфилд-авеню пересекает автостраду Помона, недалеко от того места, где сейчас расположена подстанция Эдисона на Гарфилд-авеню.
Именно в это время Ричард Гарви, почтальон армии США, чей маршрут проходил через Монтерей-Пасс, тропу, которая сейчас является Гарви-авеню, обосновался в Кингс-Хиллз. Гарви начал осваивать землю, доставив родниковую воду из реки Хондо и построив плотину высотой 54 фута (16 м), чтобы образовать озеро Гарви, расположенное там, где сейчас находится парк ранчо Гарви. Чтобы оплатить свое развитие и прошлые долги, Гарви начал продавать часть своей собственности.
В 1906 году к северу от Гарви и к востоку от Гарфилд-авеню было построено первое подразделение в этом районе, Ramona Acres (названное в честь дочери застройщика, которая позже также вдохновила название романа «Рамона»).
В 1916 году новые жители этого района инициировали акцию по превращению в город, когда города Пасадена, Южная Пасадена и Альгамбра предложили разместить в этом районе крупное очистное сооружение. Община проголосовала за статус города 29 мая 1916 года 455 голосами против 33.
Новый городской совет немедленно объявил вне закона канализационные сооружения в черте города и назвал новый город Монтерей-Парк. Название было взято со старой правительственной карты, на которой поросшие дубами холмы этого района обозначались как Монтерей-Хиллз. В 1920 году откололась большая территория на южной окраине города, и был образован отдельный город Монтебелло.
К 1920 году к белым поселенцам и поселенцам с испанскими фамилиями присоединились жители Азии, которые начали выращивать картофель и цветы и развивать питомники в районе Монтерей-Хайлендс. Они улучшили трассу Монтерей-Пасс, построив дорогу, чтобы облегчить доставку своей продукции в Лос-Анджелес.
Безымянный перевал, который использовался в качестве места съемок западных фильмов, был назван пионером Масами Абэ перевалом Койота.
В 1926 году, недалеко от угла Атлантик-авеню и Гарви-авеню, Лора Скаддер изобрела первый запечатанный пакет картофельных чипсов.
Стремясь сохранить качество и свежесть, команда Лауры склеивала листы вощёной бумаги вместе, чтобы получился пакет. Они наполняли эти пакеты картофельными чипсами, закрывали их сверху утюгом, а затем развозили по различным розничным торговцам. Недвижимость стала процветающей отраслью в конце 1920-х годов, когда инвесторов привлекли многочисленные строящиеся подразделения и растущие коммерческие возможности. Поместья Мидвик-Вью Питера Н. Снайдера, предлагаемое садовое сообщество, которое должно было соперничать с Бель-Эйр и Беверли-Хиллз.
Известный как «Отец Ист-Сайда», мистер Снайдер был ключевым игроком в масштабном предприятии 1920-х годов по развитию Ист-Сайда как части промышленной базы Лос-Анджелеса.
Его усилия по строительству Атлантического бульвара, его работа с Ист-Сайдской организацией по привлечению промышленности в Ист-Сайд, а также его проекты жилой и коммерческой застройки вдоль Атлантического бульвара (Гарденс-сквер, Голден-Гейт-сквер и Мидвик-Вью-Эстейтс) оказали большое влияние на окружающие сообщества. Центром Мидвик Вью Эстейтс был «Сад дель Энканто», иначе известный как «Эль Энканто», здание в испанском стиле, которое должно было служить административным зданием и общественным центром Мидвик Вью Эстейтс.
Проект также включал смотровую террасу над садом Энканто и фонтан с каскадом воды, спускающейся по склону холма в ступенчатых бассейнах к Де Ла Фуэнте. Теперь известен как парк Heritage Falls или «Каскады». Великая депрессия резко положила конец буму недвижимости, а также предложению Мидвика.
С конца 1920-х годов город практически не развивался в течение почти двух десятилетий. Окончание Второй мировой войны привело к возобновлению тенденции роста с резким приростом населения в конце 1940-х и 1950-х годах.
До этого времени население было сосредоточено в северной и южной частях города, а холмы Гарви и Монтерей образовывали естественный барьер. С возобновлением роста было создано много новых подразделений, использующих даже ранее неосвоенную центральную территорию, чтобы обеспечить максимальный потенциал роста. Также произошла серия аннексий прилегающих земель.
Многие ветераны поселились в Монтерей-Парке и продолжали жить в течение 1950-х годов.
Примерно в это же время американцы японского происхождения из Вест-Сайда, американцы китайского происхождения из Чайнатауна и латиноамериканцы из Восточного Лос-Анджелеса также начали селиться в этом районе и в значительной степени ассимилировались в пригородной культуре маленького городка.
Начиная с 1970-х годов этнические американцы азиатского происхождения среднего класса и азиатские иммигранты начали селиться в западной части долины Сан-Габриэль, главным образом в Монтерей-парке. Городской совет Монтерей-Парка впоследствии пытался и потерпел неудачу в принятии постановлений только на английском языке.
В 1985 году Совет одобрил разработку предложения, которое потребовало бы, чтобы все предприятия в Монтерей-парке отображали идентификацию на английском языке на вывесках.  В том же году город был награждён премией All-America City Award (с англ. — «Всеамериканский город») присуждаемой Национальной гражданской лигой, которую неофициально называют «Нобелевской премией за конструктивное гражданство» и которая выдается за активную гражданскую позицию жителей некорпоративных сообществ Соединённых Штатов в жизни местного самоуправления. 
В 1980-х годах Монтерей-парк называли «Маленьким Тайбэем» или «китайским Беверли-Хиллз». Фредерику Се, местному риэлтору, который купил землю в Монтерей-парке и продал её вновь прибывшим иммигрантам, приписывают создание китайско-американской общины Монтерей-парка. Многие предприятия из Чайнатауна в центре Лос-Анджелеса начали открывать магазины в Монтерей-парке.
В 1970-х и 1980-х годах многие богатые тайваньские иммигранты вайшэньжэни переехали из Тайваня за границу и начали селиться в Монтерей-парке. За это время севернокитайский стал наиболее распространенным языком во многих китайских компаниях города, вытеснив кантонский, который был распространен ранее.
Кантонский диалект десятилетиями доминировал в китайских кварталах Северной Америки, но севернокитайский язык является наиболее распространенным языком китайских иммигрантов за последние несколько десятилетий. В 1983 году Лили Ли Чен стала первой американкой китайского происхождения, избранной мэром американского города. К концу 1980-х годов иммигранты из материкового Китая и Вьетнама начали переезжать в Монтерей-парк.
По данным переписи 1990 года, Монтерей-Парк стал первым городом с преобладающим населением азиатского происхождения на континентальной части Соединённых Штатов. Тимоти П. Фонг, профессор и директор отдела американо-азиатских исследований Калифорнийского государственного университета в Сакраменто, описывает Монтерей-парк как «Первый пригородный китайский квартал».
В 1980-х годах американцы китайского происхождения второго поколения, как правило, переезжали из старого Чайнатауна в пригороды долины Сан-Габриэль, присоединяясь к новым иммигрантам из Тайваня и материкового Китая. С того времени, с одновременным притоком вьетнамских, тайваньских и гонконгских студентов-иммигрантов, средняя школа Марка Кеппела, построенная в эпоху Нового курса и расположенная в Альгамбре, но также обслуживающая большую часть Монтерей-парка и части Роузмида, ощутила влияние этой новой иммиграции на студенческое население резко возросло, что привело к перенаселённости. Сегодня многие студенты ― американцы азиатского происхождения во втором или третьем поколении.
В 1988 году власти города приняли постановление, объявляющее мораторий на новое строительство, в попытке регулировать быстрый рост, который город пережил в результате притока азиатских иммигрантов. Этот мораторий был оспорен и отменён в 1989 году.
Этот спорный шаг заставил многих жителей Азии и представителей бизнеса сместить фокус, обосновавшись в соседнем городе Альгамбра. Когда стало известно о потенциальной потере доходов от бизнеса, «Монтерей-парк пережил много потрясений, о которых многие люди сожалеют», и переезд обратно в Монтерей-Парк был высоко оценён американским сообществом азиатского происхождения.
С начала 1990-х годов тайваньцы больше не составляют большинства в городе. Строительный бум торговых центров пошёл на спад, но планы реконструкции были направлены на то, чтобы изменить это. Высокая стоимость недвижимости и перенаселённость в Монтерей-парке способствовали вторичной миграции из Монтерей-парка.
В результате реконструкции было реализовано несколько проектов, в том числе массивная застройка Атлантик-Таймс-сквер, которая открылась в 2010 году с магазинами и ресторанами на первых этажах.
На Атлантик-Таймс-сквер, площадь которой составляет 215 000 квадратных футов (20 000 м²), расположены кинотеатры AMC и 24-часовой фитнес, а также рестораны и другие магазины. Комплекс включает в себя 210 кондоминиумов на третьем-шестом этажах.
Monterey Park Village ― это торговый центр площадью 40 000 кв. футов на коммерческом коридоре South Atlantic Boulevard. Среди арендаторов в число входят: Staples, Walgreens и закусочная Togo’s. CVS Center на Саут-Гарфилд-авеню представляет собой реконструкцию участка под застройку в 17 000 квадратных футов (1600 м²) районного центра удобства. Якорный арендатор CVS Pharmacy возвращает в проект в центре города аптеку с полным спектром услуг, а в центре есть сэндвич-магазин Subway. Торговый центр Cascades Market Place площадью 507 000 квадратных футов (47 100 м²) станет крупнейшим торговым центром в городе. Расположенный вдоль автострады Помона (60) к западу от бульвара Парамаунт, этот центр предлагает стать крупным региональным торговым центром в долине Сан-Габриэль. В новом торговом центре есть магазины Home Depot, Costco, Chick-fil-A и Guitar Center. Этот проект площадью 45 с лишним акров имеет отличную видимость с автострады.
В 2017 году Монтерей-Парк был удостоен 3-го места в рейтинге «Лучших мест для жизни в Америке». Он также занял 2-е место в рейтинге журнала Money «10 лучших мест в Америке для создания семьи».

## Инциденты в городе

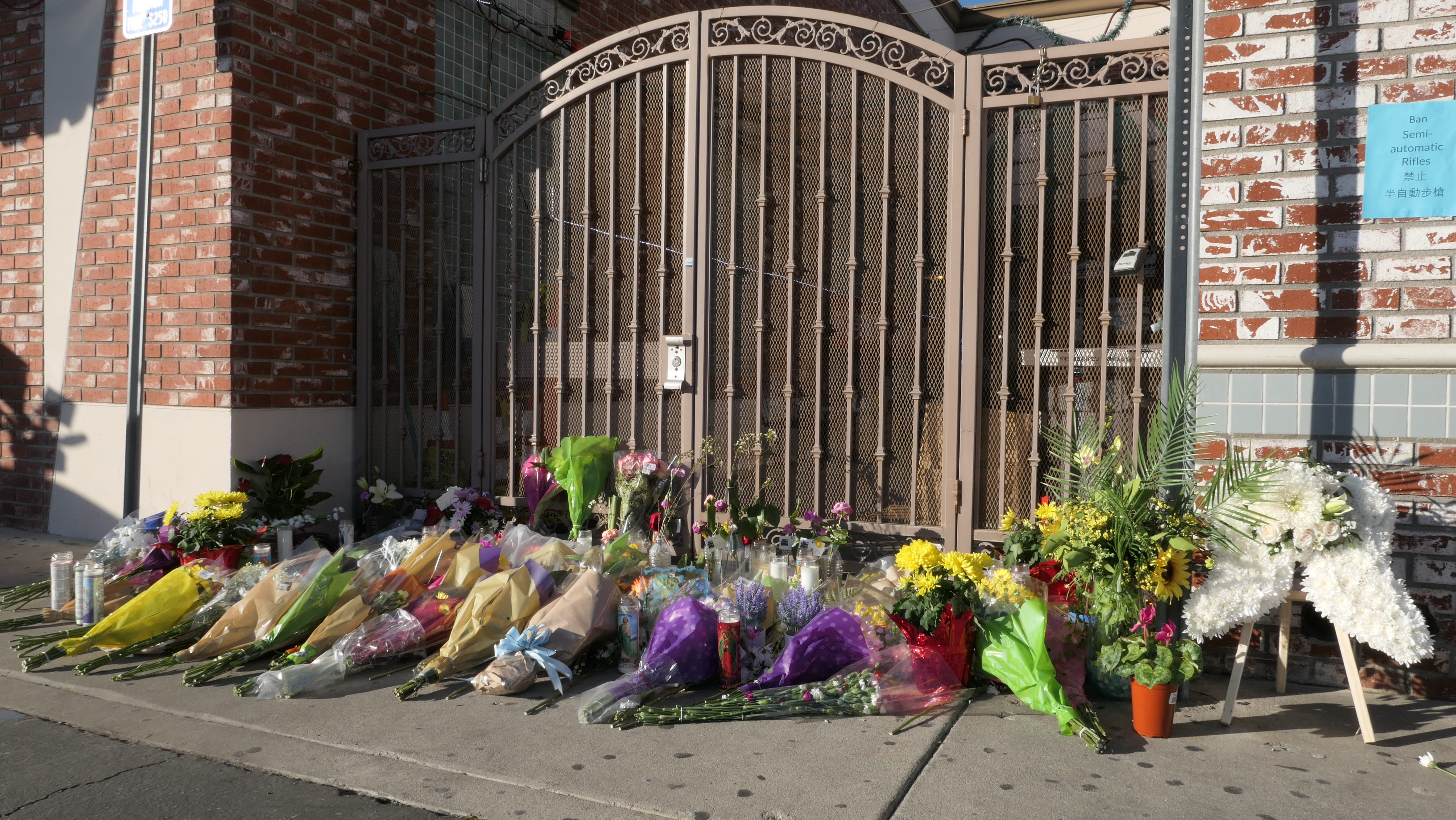
Городской стихийный мемориал в память о жертвах трагедии, 23 января 2023 года

Вечером 21 января 2023 года 72-летний местный житель Ху Кан Тран расстрелял в Монтерей-Парке людей, празднующих Китайский Новый год. Жертвами трагедии стали 10 человек. Количество раненых, по данным полицейских, составило 16 человек. Сам нападавший позже застрелился. Американский лидер Джозеф Байден выразил соболезнования семьям погибших и приказал в память о них приспустить флаги США во всем мире.

## География
Согласно официальным данным Бюро переписи населения США, общая площадь города составляет 7,7 квадратных миль (20 км²), из которых 7,6 квадратных миль (20 км²) занимает суша, а 0,04 квадратных мили (0,10 км²) (0,39 %) — вода.
Город граничит с Лос-Анджелесом на западе, Восточным Лос-Анджелесом на юге и западе, Альгамброй на севере, Роузмидом на северо-востоке, Монтебелло на юге и Южным Сан-Габриэлем на юго-востоке.

## Культура и искусство
В Монтерей-Парке находится обсерватория Гарви Ранч, которая управляется Астрономическим обществом Лос-Анджелеса (LAAS). Она примыкает к городскому историческому музею. В обсерватории находится 8-дюймовый (200 мм) рефрактор, мастерская по изготовлению телескопов и библиотека, содержащая более 1000 книг. Территория открыта для публики для бесплатных астрономических наблюдений по вечерам в среду в период с 19:30 до 22:00, организованных членами LAAS.
Построенный в 1929 году сад Эль-Энканто представляет собой здание в традиционном испанском стиле, расположенное по адресу 700 Эль-Меркадо. Здание, первоначально служившее офисом продаж Midwick Estates, когда-то было центром USO и местом для общения. Город вложил значительные средства в реконструкцию этого сооружения, которое имеет высокую историческую ценность для общества.

## Экономика

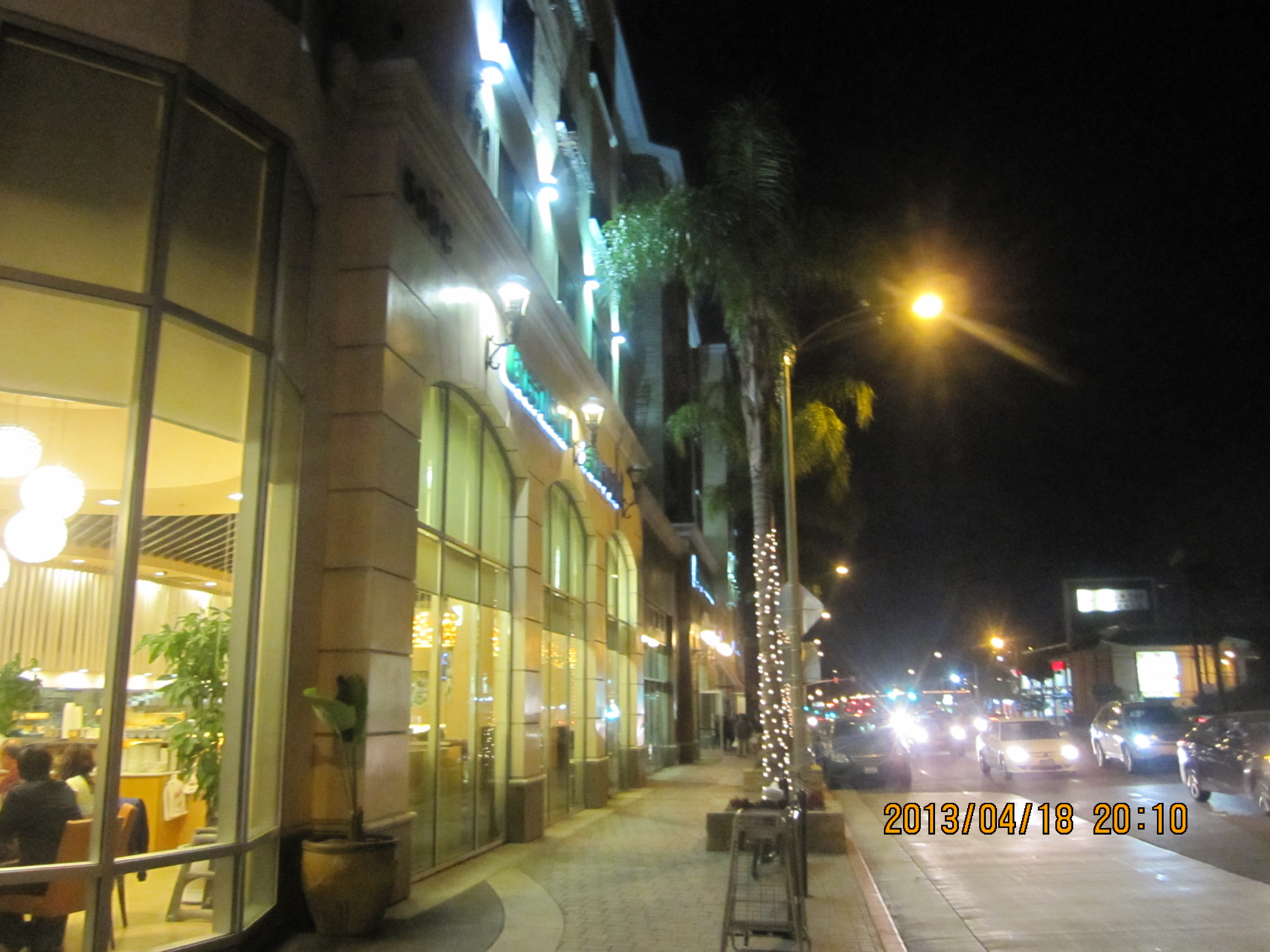
Ночная панорама города

Деловой район, в котором преобладают китайцы, недалеко от пересечения Гарфилд-авеню и Гарви-авеню, называется «Даунтаун Монтерей Парка». В середине 1980-х годов отель Lincoln Plaza был построен преимущественно для обслуживания туристов из Тайваня и Гонконга. В Монтерей-Парке есть множество кафе гонконгской кухни, несколько ресторанов кантонской кухни с морепродуктами, а также рестораны, предлагающие блюда традиционной кухни континентального Китая. По всему городу можно найти разнообразные блюда.